# Reichsamt für wirtschaftliche Demobilmachung
Das Reichsamt für wirtschaftliche Demobilmachung (DMA) wurde als zentrales Organ zur Bewältigung der wirtschaftlichen Probleme des Deutschen Reichs unmittelbar nach dem Ende des Ersten Weltkrieges gegründet und bereits im Mai 1919 aufgelöst.

## Wirtschaftliche und soziale Ausgangsbedingungen
Das DMA wurde unter dem Eindruck des verlorenen Kriegs sowie der damit einhergehenden Waffenstillstandsbedingungen von Compiègne – bestätigt im Versailler Vertrag, einer fast vollständig auf diesen Krieg eingerichtete Wirtschaft und der sozialen Instabilität in der Folge der Arbeiter- und Matrosenaufstände gegründet. Der Rat der Volksbeauftragten übernahm am 9. November 1918 die Regierungsmacht und verfolgte zunächst eine Politik der Stabilisierung in einer ausgesprochen schwierigen Situation.
Die Kapitulationsbedingungen schrieben einen Rückzug des Heeres hinter den Rhein vor, die Reduzierung der Armee auf 100.000 Mann, die Einstellung jeglicher weiteren Rüstung, Reparationen und die Abgabe von für die deutsche Wirtschaft wichtiger Territorien vor. Millionen von Soldaten kehrten in ihre Heimatgemeinden zurück, ohne dass ihnen die dortige Wirtschaft ein Auskommen sichern konnte. Auch die Versorgung der Bevölkerung mit Lebensmitteln war nicht gesichert. Friedrich Ebert beschrieb die Situation mit folgenden Worten:

„Das ist nun die Stunde der Machtübernahme, die sich so viele dereinst als Fest- und Jubelstunde geträumt hatten: Der Existenzdruck von 70 Millionen meist hungernder und verzweifelter Menschen senkt sich auf einige wenige Menschen herab.“

Vor dem Hintergrund dieser Bedingungen entschieden sich die Mitglieder des Rats der Volksbeauftragten für einen Kurs in wirtschaftlichen Fragen, der an den drängendsten Problemen orientiert war.

## Geschichte
Das DMA wurde am 7. November 1918 durch den Beschluss des Bundesrats initiiert (auf Basis der Kriegsverordnung zum „Bewahren der deutschen Wirtschaft vor Schaden“, „Ermächtigungsgesetz“ §3 Abs. 1 vom 4. August 1914). Die Einrichtung des Amtes wurde durch den „Erlaß des Rats der Volksbeauftragten über die wirtschaftlichen Demobilmachung“ vom 12. November 1918 weitgehend bestätigt. An die Spitze des neuen Amtes wurde Joseph Koeth gesetzt, ein Kompromisskandidat, der vor allem von Unternehmern und Gewerkschaften (ZAG) unterstützt worden war. Koeth selbst formulierte den Auftrag des Rats der Volksbeauftragten zur "Überführung der deutschen Wirtschaft in den Frieden" in "Aufrechterhaltung des Wirtschaftslebens während der wirtschaftlichen Demobilmachung" um. Angesichts der angespannten wirtschaftlichen und sozialen Situation waren die Maßnahmen des DMA hauptsächlich an kurzfristiger Stabilisierung ausgerichtet.
Das am 21. März 1919 zum Reichsministerium für wirtschaftliche Demobilmachung aufgewertete DMA wurde bereits am 1. Mai 1919 aufgelöst und die Aufgabenfelder wurden auf andere Ministerien übertragen.
Die Archivalien sind beim Bundesarchiv unter R 3201 (teilweise digitalisiert) verfügbar.

## Maßnahmen
Das DMA war auf Grundlage der Kriegsverordnung zur „Bewahrung der deutschen Wirtschaft vor Schaden“ mit weitgehenden Befugnissen ausgestattet, von denen auch vielfältig Gebrauch gemacht wurde. Unter der Prämisse, die soziale Situation zu entspannen, war eine der Hauptaufgaben, die vielen Arbeitslosen (Ex-Soldaten) in die Wirtschaft einzubinden. Unter anderem wurden Unternehmen verpflichtet, zusätzliche Arbeitnehmer einzustellen. Die öffentliche Hand legte ein Infrastrukturprogramm auf, das weitere Arbeitsplätze schuf. Darüber hinaus wurde ein soziales Fürsorgesystem aufgebaut, das weiterhin Arbeitslose versorgen sollte. Es wurde ein System des „Arbeitsnachweises“ aus der Zeit des Krieges übernommen, das zur Organisation und Steuerung dieser Arbeitsmarktpolitik beitrug.
Neben der Regulierung des Arbeitsmarktes setzte sich das DMA für eine möglichst langsame Rücknahme der zwangswirtschaftlichen Maßnahmen der Kriegsverordnungen ein. Es bestand die Furcht, dass eine voreilige Rückkehr zu einem freien, internationalen Markt der deutschen Wirtschaft die ohnehin geringen Rohstoffbestände entzogen hätte. Dies hätte die Veredelungsunternehmen bedroht. Die Umstellung der Produktion von Kriegs- auf Friedensgüter wurde durch staatliche Aufträge und Kredite gestützt.

## Ende
Kritik an der Politik des DMA wurde bald nach seiner Gründung laut. Unter anderem war es der Vertrauensverlust in der Zentralarbeitsgemeinschaft (ZAG), der Vertretung von Gewerkschaften und Arbeitgebern, der für das rasche Ende des DMA sorgte. Kritik wurde in erster Linie an den „zwangswirtschaftlichen Maßnahmen“ laut, den Eingriffen in das Arbeitsrecht, die bald für Ablehnung im Lager der Unternehmer, aber auch von gewerkschaftlicher Seite laut wurde. Am 1. Mai 1919 reichte Koeth schließlich ein Rücktrittsgesuch ein, dem stattgegeben wurde.